# カニエJAPAN
カニエJAPAN株式会社（カニエジャパン）は、名古屋市中区に本店を置き、愛知県蟹江町に本社を置くエネルギー販売会社。
プロパンガスと都市ガスを主力としている。

## 沿革
- 昭和38年4月 蟹江プロパン株式会社 設立 （愛知県海部郡蟹江町）
- 昭和40年8月 本社充填所運用開始
- 昭和45年12月 名神永和台団地 供給開始
- 昭和48年3月 国府台鈴鹿団地 供給開始
- 昭和50年3月 蟹江瓦斯協同組合 設立
- 昭和51年12月 豊里ネオポリス団地 供給開始
- 昭和53年2月 セレクトタウン明合 供給開始
- 平成9年2月 三重営業所 設立（三重県鈴鹿市）
- 平成9年11月 みずきヶ丘団地 供給開始
- 平成16年11月 フローラルアベニュー多度団地 供給開始
- 平成18年3月 津島瓦斯株式会社 完全子会社化
- 平成21年

3月
名古屋営業所 設立（愛知県名古屋市名東区）
三河営業所 設立（愛知県岡崎市）
東浦営業所 設立（愛知県知多郡）
10月
太陽光事業開始
アソビックスかにえ 太陽光パネル設置
12月 太陽光事業 アソビックスあさひ 太陽光パネル設置
- 平成24年4月

仙台営業所 設立（宮城県仙台市）
岐阜営業所 設立（岐阜県美濃加茂市）
- 平成25年

5月 化学事業部開始 Sany（サニー）除菌 消臭水 販売
7月 太陽光事業 三重県鈴鹿市 太陽光パネル設置 太陽光事業 三県四日市 太陽光パネル設置
- 平成26年7月 太陽光事業 若松北 太陽光パネル設置
- 平成28年1月 カニエJAPAN株式会社 商号変更（蟹江プロパン→カニエJAPAN）
- 平成29年10月 東京本社 設立（東京都千代田区大手町）
- 令和5年4月 会社設立60年

## LPガス販売エリア
東海三県を中心に関東、東北で12拠点を持ちエネルギーを供給している。
- 愛知県名古屋市（中区、名東区）、蟹江町、西三河（岡崎市）：4拠点
- 三重県鈴鹿市、松阪市、北勢（東員町）：3拠点
- 岐阜県美濃加茂市：1拠点
- 神奈川県厚木市：1拠点
- 東京都大手町：1拠点
- 埼玉県川口市：1拠点
- 宮城県仙台市：1拠点
- 福島県福島市：1拠点
- 山形県
- 岩手県

## 関連会社
- 津島ガス株式会社（都市ガス会社）
- 東海興業（アソビックス、レジャー事業）
- チャージクラブ株式会社（EV充電インフラ事業）
- カニエ管洋株式会社

## CM出演
- 古谷一行